# Sarah Wibberenz
Sarah Wibberenz (22 de enero de 2001) es una deportista alemana que compite en remo. Ganó una medalla de plata en el Campeonato Europeo de Remo de 2025, en la prueba de cuatro scull.

## Palmarés internacional
| Campeonato Europeo | Campeonato Europeo | Campeonato Europeo | Campeonato Europeo |
| Año                | Lugar              | Medalla            | Prueba             |
| ------------------ | ------------------ | ------------------ | ------------------ |
| 2025               | Plovdiv (Bulgaria) | Medalla de plata   | Cuatro scull       |